# Escuela de Letras de Madrid
La Escuela de Letras de Madrid (1989-2011) fue una escuela de escritura literaria española, fundada en 1989 por Constantino Bértolo, Alejandro Gándara y Juan Carlos Suñén con el apoyo de la editorial Debate. Estuvo activa hasta 2011.
Además de los tres mencionados, por su claustro pasaron profesores como Juan José Millás, Jesús Ferrero, Juan Luis Conde, José María Guelbenzu, Rosa Regàs o Antonio Muñoz Molina.
Dirigida por Alejandro Gándara (después director de la Escuela Contemporánea de Humanidades) desde 1999 hasta el año 2001 y por el poeta Juan Carlos Suñén hasta finales de 2010, tras una breve temporada bajo gestión de un grupo de profesores y antiguos alumnos, cerró definitivamente en 2011.